# Што те тата пушта саму?
Што те тата пушта саму? (енгл. What's Up, Doc?) америчка је љубавна комедија редитеља Питера Богдановича, а по његовом сценарију из 1972. године. Хауард Банистер путује у Сан Франциско са својом вереницом да конкурише за стипендију за музичко истраживање, када наиђе на дивљу, непредвидиву девојку која је напустила факултет, а која уноси пустош у његов иначе уредан живот.

## Радња
У једном од хотела у Сан Франциску дошло је до забуне око четири кофера, од којих један садржи накит, други тајна документа, трећи камење музиколога Хауарда Банистера, а последњи ствари девојке без комплекса Џуди. У случај су умешани разбојници који желе да дођу до накита, као и тајне службе које не желе да документи доспеју у погрешне руке. Али због Џуди, која само жели да врати своје ствари, кофери се не могу вратити власницима, осим тога, Банистер јој се допао - а њена љубав и наивност сваки пут спречавају да се ова ситуација расплете.